# Тодес (танцевальный коллектив)
«То́дес» (от названия элемента парного фигурного катания на льду тодес) — советский и российский танцевальный коллектив (официальное название — «Балет Тодес») и сеть школ-студий по обучению танцевальному искусству. Название произошло от термина «тодес» из фигурного катания.
Как танцевальная группа основан в Ленинграде в 1987 году и состоял из ребят, занимавшихся брейк-дансом. На популярном фестивале брейк-данса тех лет Papuga в городе Паланга они познакомились с Аллой Духовой, которая привезла свой, преимущественно женский коллектив «Эксперимент» из Риги.
Да, собирались на фестивалях. Знакомились. Там же к нам подошёл человек и предложил работать профессионально, поехать в Северо-Осетинскую филармонию и сдать программу. Алла Духова была руководителем одного из коллективов, который танцевал модерн. Одни девчонки были. Программа должна быть на сорок минут — у нас, брейкеров, на двадцать, и у Аллы на двадцать пять — мы объединились. Родился «Тодес». Нас квалифицировали как артистов эстрадно-спортивного жанра. Традиционная ставка была 7 руб. 50 коп.Вячеслав Игнатьев, организатор «Тодес»
В конце 1980-х годов, участвуя в одном из сборных концертов, певица София Ротару обратила внимание на выступление балета «Тодес» и пригласила его к сотрудничеству, которое продолжалось около пяти лет. В концертных программах этого периода София Ротару почти все песни исполняла совместно с «Тодес». В хореографии присутствовали элементы различных жанров, от танго до брейка, и концерты Ротару с участием «Тодес» стали более зрелищными. Позже Алла Духова сказала, что именно с сотрудничества с Софией Ротару началась успешная карьера «Тодеса».
С 1992 по 1998 годы «Тодес» работал с певцом Валерием Леонтьевым, гастролируя с его шоу «Полнолуние», «По дороге в Голливуд».
В 1998 году в московском историческом районе Лефортово открылась первая студия-школа «Тодес». По состоянию на март 2023 года насчитывается 126 филиалов школ-студий: 123 в России и 3 за рубежом (в Вильнюсе, Дубае и Риге).
В 2017 году школы-студии Аллы Духовой вошли в Книгу рекордов Гиннесса как самая большая сеть танцевальных школ в мире.
15 марта 2014 года состоялось открытие Театра танца Аллы Духовой TODES в Москве на Проспекте Мира, 95 стр. 1, где каждые 1,5 года выпускается новый спектакль.